# Paul Flechsig

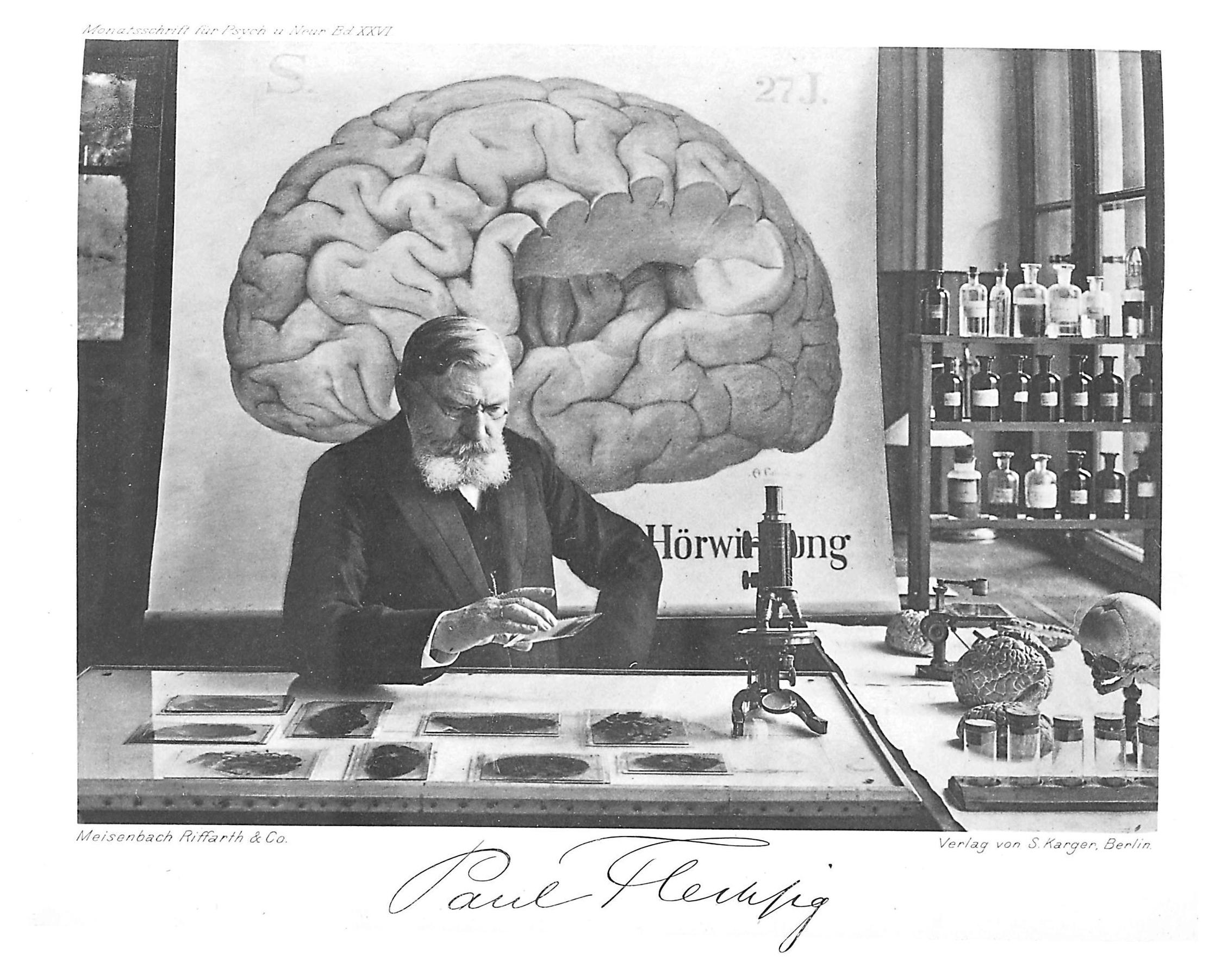
Paul Flechsig

Paul Emil Flechsig (* 29. Juni 1847 in Zwickau; † 22. Juli 1929 in Leipzig) war ein deutscher Psychiater und Hirnforscher. Er gilt als einer der „Väter der Neuroanatomie“.

## Leben
Sein Vater Emil Flechsig war Diakon in der St. Marienkirche in Zwickau und belegte 1828 als Student der Theologie zusammen mit dem späteren Komponisten Robert Schumann eine Wohnung.
Paul Flechsig studierte von 1865 bis 1870 Medizin an der Universität Leipzig bei Ernst Heinrich Weber, Eduard Friedrich Weber und Carl Ludwig. Während dieser Zeit wurde er Mitglied der Alten Leipziger Landsmannschaft Afrania, der er bis an sein Lebensende verbunden blieb. Mit einer Arbeit über luetische Meningitis wurde er 1870 in Leipzig promoviert. 1872 war er Assistent von Ernst Leberecht Wagner am Pathologischen Institut der Universität Leipzig. 1873 betraute ihn Carl Ludwig mit der Leitung der histologischen Abteilung am Physiologischen Institut. 1875 habilitierte er sich dort mit einer Arbeit über Die Leitungsbahnen im Gehirn und Rückenmark des Menschen. 1877 wurde er außerordentlicher Professor am neu gegründeten Lehrstuhl für Psychiatrie. Seine Antrittsvorlesung an der Universität Leipzig am 4. März 1882 hielt er zum Thema Die körperlichen Grundlagen der Geistesstörungen. Flechsig kritisierte darin den Terminus „Geisteskrankheit“. Er wollte ihn durch das „korrekte Wort Nervenkrankheit“ ersetzt wissen.
Von 1884 bis 1921 war er ordentlicher Professor für Psychiatrie an der Universität Leipzig und mit dem Aufbau einer neuen Nervenklinik beauftragt. Im akademischen Jahr 1894/95 leitete er die Universität als Rektor. In seiner Rektoratsrede Gehirn und Seele fasste er seine Gedanken zur Lokalisation der höheren Hirnfunktionen auf dem Boden von neuroanatomischen Analysen zum ersten Mal zusammen. Sein Nachfolger auf dem Lehrstuhl wurde Oswald Bumke.
Flechsigs bekanntester Patient war Daniel Paul Schreber. Gemäß Janet Malcolm fand Jeffrey M. Masson in Sigmund Freuds Bibliothek einen von Flechsig 1884 verfassten Artikel, den er an Freud gesandt hatte und in dem er berichtet, dass er in seiner Anstalt Kastrationsexperimente an hysterischen und zwangsneurotischen Patienten vornahm. Sigmund Freud hat dieses Wissen in seinem 1911 erschienenen Aufsatz Psychoanalytische Bemerkungen über einen autobiographisch beschriebenen Fall von Paranoia, in dem er versucht hat, Daniel Paul Schreber und sein Verhältnis zu Flechsig anhand der autobiografischen Schrift von Schreber zu analysieren, nicht erwähnt.

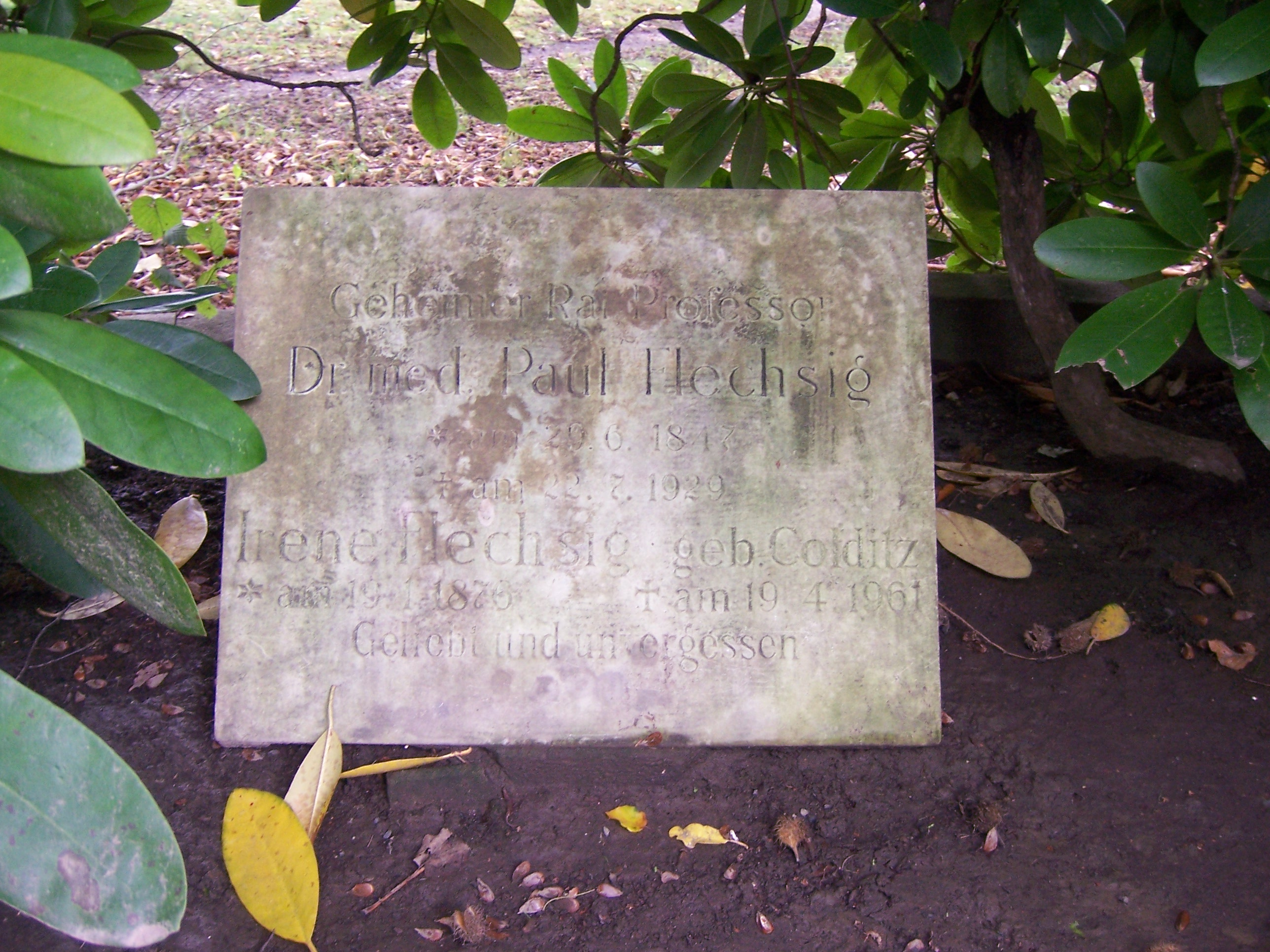
Grabplatte für Paul Flechsig und seine Frau, Südfriedhof Leipzig, Familiengrab Ludolf Colditz

Im Jahr 1926 wurde er zum Mitglied der Leopoldina gewählt. Seit 1885 war er ordentliches Mitglied der Sächsischen Akademie der Wissenschaften zu Leipzig. Er war Ehrendoktor der Universität Leipzig (1909) und der University of Oxford.

## Leistungen
Auf Flechsig geht die sogenannte Flechsigsche Regel zurück, nach der nur Assoziationsfelder, nicht dagegen primäre Rindenfelder durch Kommissurenfasern miteinander verbunden sind. In dem von Hermann Triepel herausgegebenen Werk der Anatomischen Namen wird Flechsig als Begründer der entwicklungsgeschichtlichen Methode der Untersuchung des inneren Baus des Zentralen Nervensystems bezeichnet. In der Neuroanatomie wird nach ihm der Tractus spinocerebellaris dorsalis als Flechsigsches Bündel (1876) benannt. 1893 führte er eine auch später noch als „Flechsig-Kur“ bezeichnete Epilepsie-Therapie mit Opium und Brom ein, bei der er eine Kombination der üblichen Bromtherapie mit einer vorangehenden sechswöchigen Gabe von Opium vorschlug.

## Ehrungen

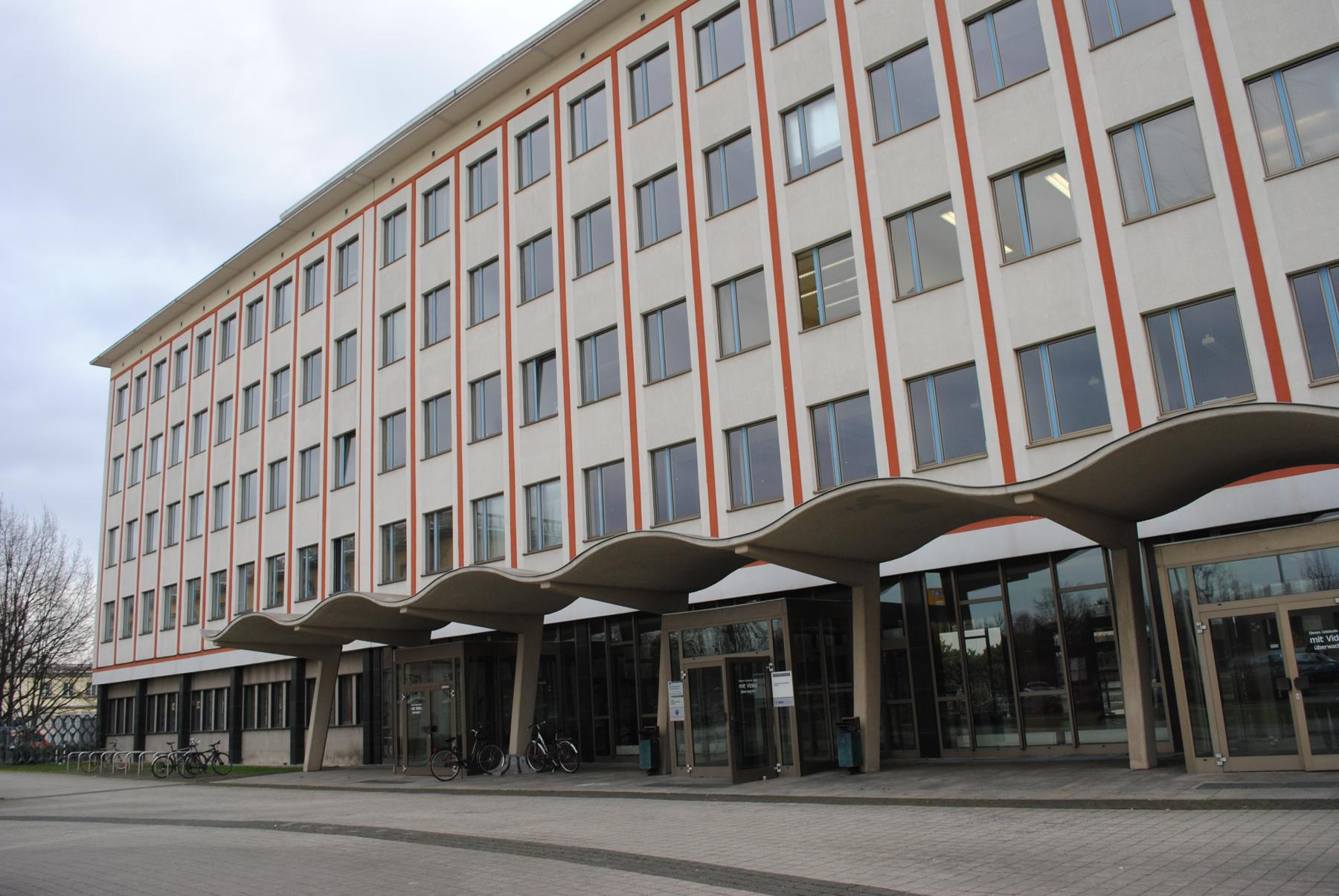
Paul-Flechsig-Institut für Hirnforschung

Nach Flechsig ist das Paul-Flechsig-Institut für Hirnforschung an der Universität Leipzig benannt.
Eine Ehrenmedaille schuf der Jugendstilkünstler Max Lange.

## Schriften (Auswahl)
- Die Leitungsbahnen im Gehirn und Rückenmark des Menschen auf Grund entwickelungsgeschichtlicher Untersuchungen. Engelmann, Leipzig 1876. (Digitalisat)
- Ueber System-Erkrankungen im Rückenmark. Wigand, Leipzig 1878.
- Die körperlichen Grundlagen der Geistesstörungen. Vortrag gehalten beim Antritt des Lehramtes an der Universität Leipzig am 4. März 1882. Veit, Leipzig 1882.
- Plan des menschlichen Gehirns. Auf Grund eigener Untersuchungen entworfen. Mit erläuterndem Texte. Veit, Leipzig 1883.
- Zur gynaekologischen Behandlung hysterischer Personen. In: Centralblatt für Nervenheilkunde und Psychiatrie. Band 7 (1884), S. 437–440.
- Zur gynaekologischen Behandlung der Hysterie. In: Neurologisches Centralblatt. Band 3 (1884), S. 433–439, 457–468.
- Zur gynaekologischen Behandlung hysterischer Personen. In: Archiv für Psychiatrie. Band 16 (1885), S. 559–561.
- Die Irrenklinik der Universität Leipzig und ihre Wirksamkeit in den Jahren 1882–1886. Veit, Leipzig 1888.
- Ueber eine neue Färbungsmethode des centralen Nervensystems und deren Ergebnisse bezüglich des Zusammenhanges von Ganglienzellen und Nervenfasern. In: Archiv für Physiologie, Physiologische Abteilung des Archivs für Anatomie und Physiologie. 1889, S. 537 f.
- Gehirn und Seele. Leipzig 1894; 2., verbesserte Auflage: Veit, Leipzig 1896 (Digitalisat)
- Die Localisation der geistigen Vorgänge insbesondere der Sinnesempfindungen des Menschen. Vortrag, gehalten auf der 68. Versammlung Deutscher Naturforscher und Ärzte zu Frankfurt a. M. Veit, Leipzig 1896.
- Die Grenzen geistiger Gesundheit und Krankheit. Rede, gehalten zur Feier des Geburtstages Sr. Majestät des Königs Albert von Sachsen am 28. April 1896. 1896 (archive.org).
- Anatomie des menschlichen Gehirns und Rückenmarks auf myelogenetischer Grundlage. Thieme, Leipzig 1920.
- Meine myelogenetische Hirnlehre. Mit biographischer Einführung. Berlin 1927.